# Argentína a 2023. évi téli universiadén
Argentína az Amerikai Egyesült Államokbeli Lake Placidban megrendezett 2023. évi téli universiade egyik részt vevő nemzete volt.

## Rövidpályás gyorskorcsolya
Versenyző adatai:
| Név                      | Kor (2023. január 12. szerint) | Egyesület                                          | Felsőoktatási tanintézet                  |
| Sebastian Fidel Lencinas | 2003. február 4. (19 évesen)   | Club de Patinage de Vitesse de Sherbrooke (Kanada) | Collège de Maisonneuve (Montréal, Kanada) |

Férfi
| Versenyző                | Versenyszám | Selejtező | Selejtező | Előfutam | Előfutam | Negyeddöntő | Negyeddöntő | Elődöntő | Elődöntő | B döntő | B döntő | Döntő   | Döntő   | Helyezés |
| Versenyző                | Versenyszám | Idő       | Hely.     | Idő      | Hely.    | Idő         | Hely.       | Idő      | Hely.    | Idő     | Hely.   | Idő     | Hely.   | Helyezés |
| ------------------------ | ----------- | --------- | --------- | -------- | -------- | ----------- | ----------- | -------- | -------- | ------- | ------- | ------- | ------- | -------- |
| Sebastian Fidel Lencinas | 500 m       | 44,862    | 5.        | kiesett  | kiesett  | kiesett     | kiesett     | kiesett  | kiesett  | kiesett | kiesett | kiesett | kiesett | 41.      |
| Sebastian Fidel Lencinas | 1000 m      | 1:57,051  | 4.        | kiesett  | kiesett  | kiesett     | kiesett     | kiesett  | kiesett  | kiesett | kiesett | kiesett | kiesett | 39.      |
| Sebastian Fidel Lencinas | 1500 m      |           |           |          |          | 2:26,732    | 6.          | kiesett  | kiesett  | kiesett | kiesett | kiesett | kiesett | 39.      |

## Sífutás
Versenyző adatai:
| Név              | Kor (2023. január 12. szerint) | Egyesület             | Felsőoktatási tanintézet                                 |
| Franco Dal Farra | 2000. július 16. (22 évesen)   | Club Andino Bariloche | The National University of Río Negro (Viedma, Argentína) |

Férfi
| Versenyző        | Versenyszám        | Selejtező | Selejtező | Negyeddöntő | Negyeddöntő | Elődöntő | Elődöntő | Döntő     | Döntő    |
| Versenyző        | Versenyszám        | Idő       | Hely.     | Idő         | Hely.       | Idő      | Hely.    | Idő       | Helyezés |
| ---------------- | ------------------ | --------- | --------- | ----------- | ----------- | -------- | -------- | --------- | -------- |
| Franco Dal Farra | 10 km (klasszikus) |           |           |             |             |          |          | 27:06,2   | 48.      |
| Franco Dal Farra | 10 km (szabad)     |           |           |             |             |          |          | 26:03,7   | 30.      |
| Franco Dal Farra | 30 km              |           |           |             |             |          |          | 1:16:30,9 | 23.      |
| Franco Dal Farra | Sprint             | 2:24,00   | 38.       | kiesett     | kiesett     | kiesett  | kiesett  | kiesett   | 38.      |

## Snowboard
Versenyző adatai:
| Név               | Kor (2023. január 12. szerint) | Egyesület           | Felsőoktatási tanintézet                        |
| Joaquín Rodríguez | 2003. április 9. (19 évesen)   | Club Andino Ushuaia | University of Palermo (Buenos Aires, Argentína) |

Krossz
| Versenyző         | Versenyszám | Rangsorolás | Rangsorolás | Negyeddöntő | Elődöntő | Döntő    | Helyezés |
| Versenyző         | Versenyszám | Idő         | Hely.       | Helyezés    | Helyezés | Helyezés | Helyezés |
| ----------------- | ----------- | ----------- | ----------- | ----------- | -------- | -------- | -------- |
| Joaquín Rodríguez | Férfi       | 1:03,66     | 17.         | 15.         | kiesett  | kiesett  | 15.      |